# ニカ・アブラゼ
ニカ・アブラゼ（グルジア語: ნიკა აბულაძე、Nika Abuladze、1995年10月29日 - ）は、トップ14モンペリエ・エロー・ラグビーに所属するラグビーユニオン選手。

## プロフィール
- ジョージアトビリシ出身[1]。
- ポジションはプロップ(PR)[2]。
- 身長 187cm、体重 126kg
- ジョージア代表キャップは20（2024年7月現在）でラグビーワールドカップ2023のジョージア代表に選ばれた[3]。

## 略歴
RCコチェビボルニシ、ブラックライオン、エクセター・チーフスを経て、2024年、モンペリエに加入。 